# Live at the Masquerade
Live at the Masquerade è il primo album live del gruppo christian metal statunitense Thousand Foot Krutch, registrato e pubblicato nel 2011 per la Tooth and Nail Records.

## Tracce
1. Welcome to the Masquerade – 6:02
2. Bring Me to Life – 3:38
3. Move – 3:08
4. Absolute – 3:21
5. The Flame in All of Us – 3:25
6. E for Extinction – 1:24
7. Scream – 4:08
8. What Do We Know – 3:29
9. Falls Apart – 3:23
10. Rawkfist – 3:36
11. Fire It Up – 2:52
12. Already Home – 3:37
13. Puppet – 4:26
14. Senza titolo – 5:22

## Formazione
- Trevor McNevan - voce
- Steve Augustine - batteria
- Joel Bruyere - basso
- Ryan Clark - direttore artistico, designer
- Troy Glessner - masterizzazione
- Ben Knechtel - fotografia, montaggio video
- Ulrich Wild - missaggio

## Classifiche
- Billboard, "Top Christian Albums" (numero 18)[2][3]